# Бактрия

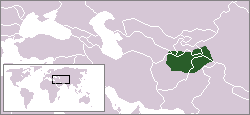
Бактрия на карте Средней Азии

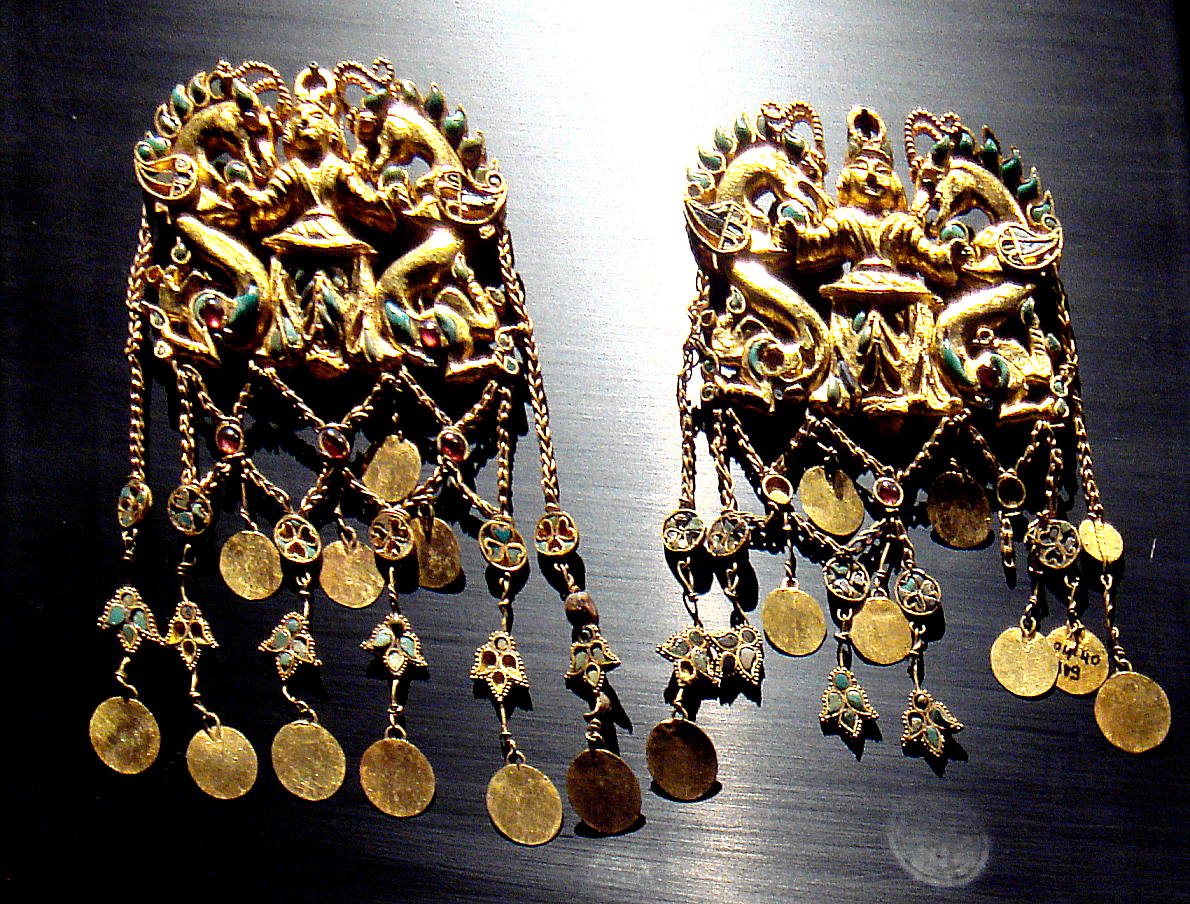
Драгоценные украшения клада из Тилля-тепе (так называемое «бактрийское золото»)

Ба́ктрия (Бактриана; др.-греч. Βακτριανή, от др.-перс. Baxtri-; бактр. βαχλο, Bakhlo; перс. باختر ,بلخ‎; тадж. Балх, Бохтар; узб. Balx) — историческая область, на сопредельных территориях современных Таджикистана, Узбекистана и Афганистана, между горной цепью Гиндукуш на юге и Ферганской долиной на севере. Согласно древнеримскому историку II-III вв. Марку Юниану Юстину, Бактрия была основана скифами.
Столицей страны был город Бактры на территории современного северного Афганистана. Бактрийцы говорили на вымершем бактрийском — иранском языке индо-иранской подгруппы индоевропейской языковой семьи.
Современные таджики, живущие на юге Таджикистана и севере Афганистана, являются потомками древних бактрийцев. 

## География
На востоке Бактрия граничила со страной Паропамисадов и Гандхарой, на северо-западе с Согдом, на юге с Арахозией. На юго-западе — с Гирканией.
Бактрия представляла собой равнинную страну в среднем течении Амударьи. Границами Бактрии на севере были отроги Памира, на юге — Гиндукуш. Сердцем Бактрии был обширный оазис в пустынной дельте одной из рек, стекающих с отрогов Гиндукуша. Центром оазиса был город Бактры (или Бактр/Балх), давший название всей стране. Западно-европейские учёные называют Бактрией географический регион, северной границей которого была река Амударья. Бактрию отличало выгодное географическое положение на перекрёстке путей с севера на юг (из Великой степи в Индию и к побережью Океана) и с запада на восток (из стран Средиземноморья в Китай). Такое положение, наряду со сказочным плодородием края (Страбон: «…в Бактрии зёрна размером с наши колосья»), позволило занять Бактрии видное место в истории с незапамятных времён. 
Южная или Левобережная Бактрия с середины XIX века вошла в состав Афганистана: провинции Тахар, Кундуз, Балх (исторический центр Бактрии), Джаузджан, частично Фарьяб, Саманган и Баглан. Территории Северной (Правобережной) Бактрии являются частью юго-западного Таджикистана, включая Бадахшан и столицу страны Душанбе, а также южных областей Узбекистана (Сурхандарьинская область и другие).

## История

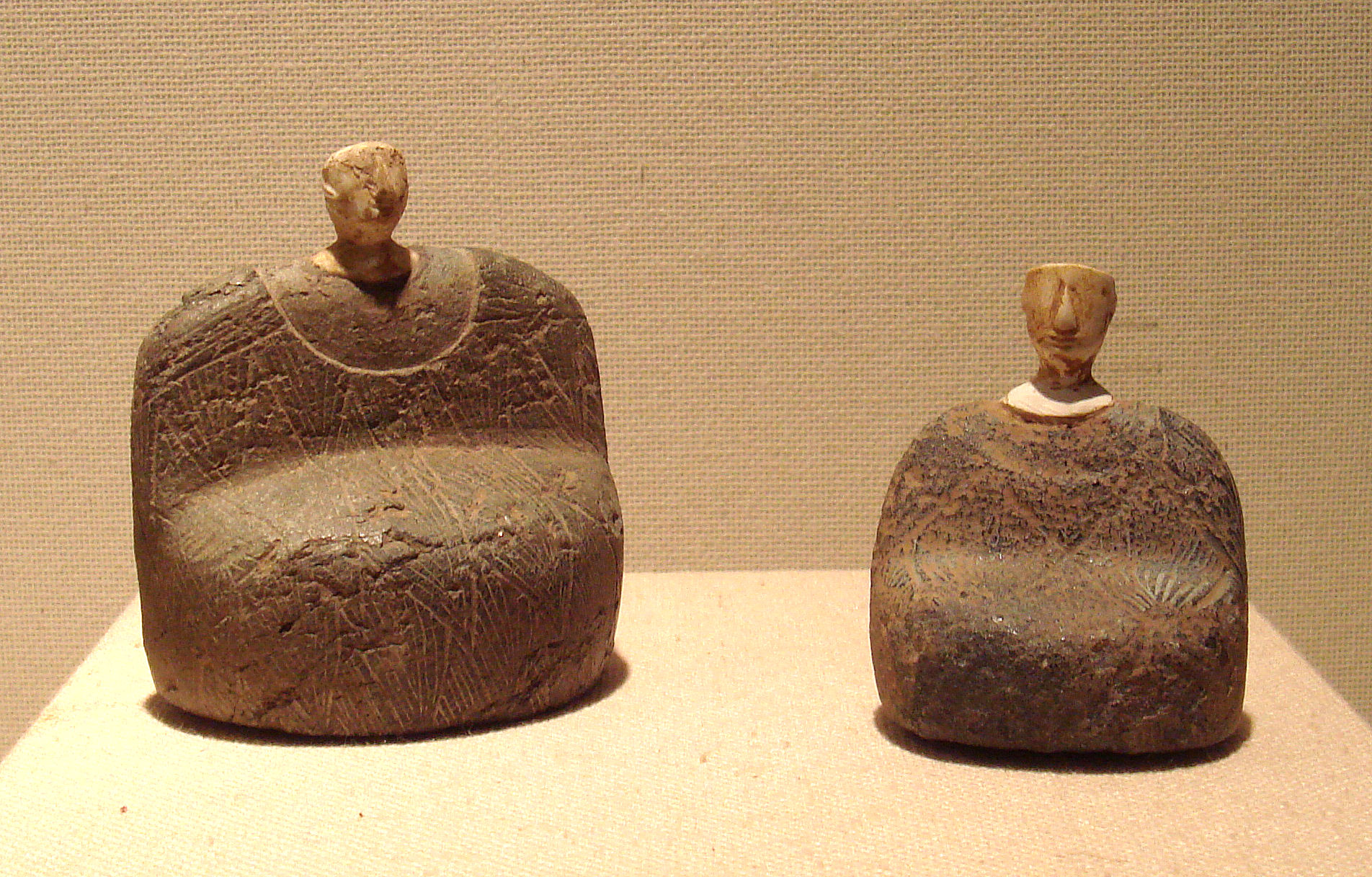
Статуэтки богинь БМАК

С XXIII по XVIII вв. до н. э. — в одно время с Индской цивилизацией в Пакистане и Древневавилонским царством в Междуречье — на территории современных восточного Туркменистана, южного Узбекистана, северного Афганистана и западного Таджикистана цвела собственная цивилизация бронзового века — Бактрийско-Маргианский археологический комплекс (БМАК).
С тезисом о существовании такой цивилизации выступил в 1976 году советско-греческий археолог Виктор Сарианиди. Раскопками Сарианиди и Массона вскрыты фундаменты грандиозных для своего времени (в том числе и фортификационных) сооружений в Намазга-Тепе, Алтын-Депе и ряде других мест. Характерны нерасписная гончарная посуда, двухъярусные гончарные горны, медные и бронзовые литые изделия (ножи, кинжалы, зеркала), глиняные модели повозок. Открыты остатки многокомнатных домов, разделённых узкими улочками. Высокоразвитые керамика и ювелирное дело указывают на наличие в городах большого числа ремесленников. Печати и прочие артефакты, обнаруженные в ареале существования предполагаемой цивилизации, принадлежат к художественной системе, отличной от цивилизаций Междуречья и долины Инда. Кроме того, пиктограммы на одной из печатей могут свидетельствовать о наличии в поселениях особой системы письменности.
В благодатных землях горной страны, окружённой иранской пустыней, проповедовал (вероятно, в начале 1-го тыс. до н. э.) пророк Заратуштра (Зороастр). Там же у него появились первые последователи, давшие начало первой в истории прозелитической религии — зороастризму.

### Под властью империи Ахеменидов
Бактрия была захвачена Ахеменидской державой во времена Кира II Великого и считалась одной из самых богатых и сильных сатрапий. Бактрия, вместе с подчиненными ей областями Восточного Ирана (Согдианой, Маргианой и другими), составляла четвёртую часть государства. Она также имела важное экономическое и стратегическое значение. Кроме того Бактрия поставляла наиболее боеспособные отряды в царское войско. В то же время она была удаленным и неспокойным регионом. По всем этим причинам Бактрия требовала надёжного правителя. Все это делало политическое положение правителя Бактрии (и всего востока державы) чрезвычайно привилегированным. Поэтому она чаще всего передавалась во власть второму лицу в государстве — младшему ахеменидскому царевичу или брату великого царя. К тому же Ахемениды использовали Бактрию и для почётной ссылки. 

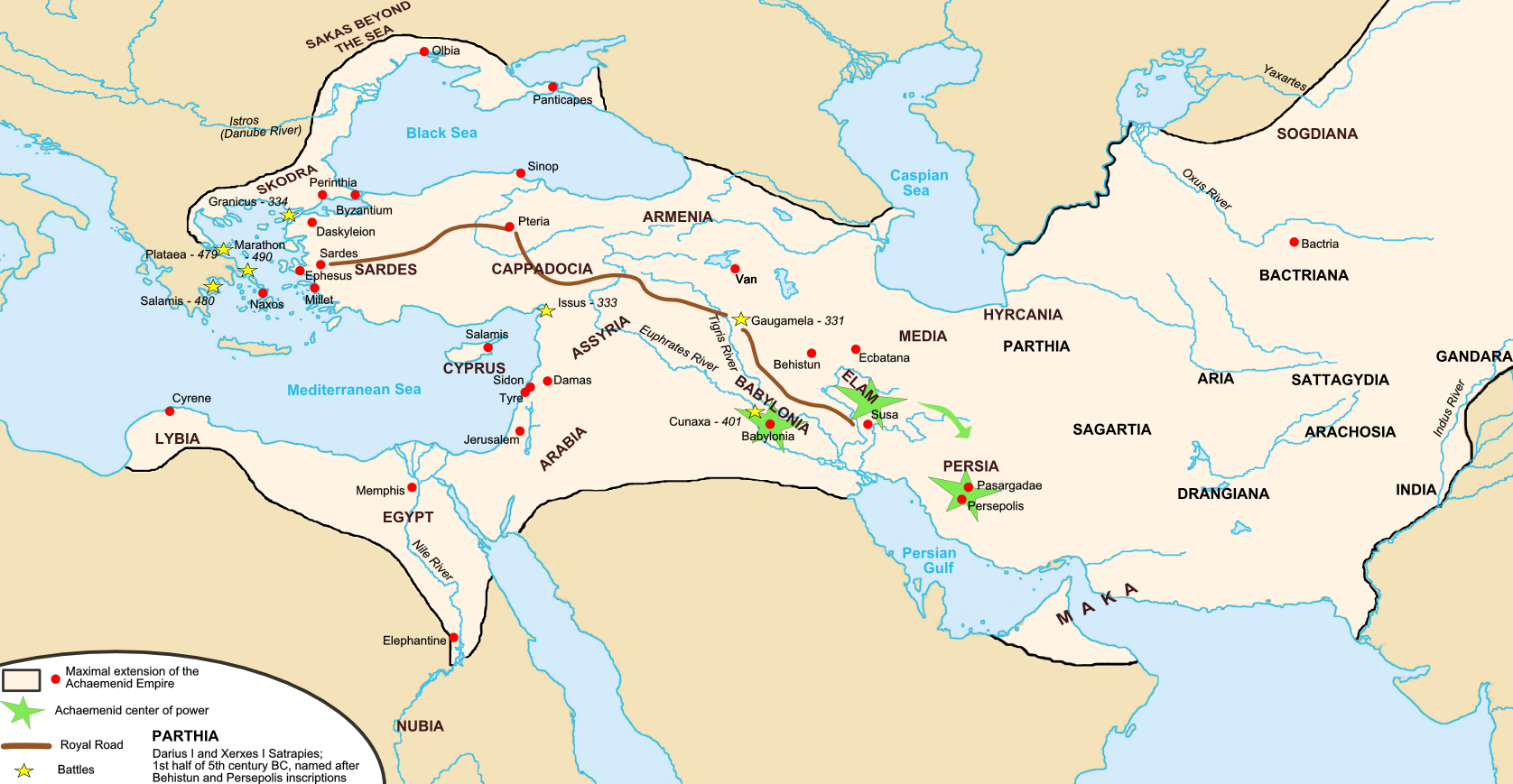
Бактрия на карте империи Ахеменидов

Уже Кир II Великий назначил первым сатрапом Бактрии и прилегающих к ней областей своего сына Таниоксарка (Бардию), брата престолонаследника Камбиса.
Сатрапами Бактрии были, в частности, Гистасп (отец царя Дария I), вельможа Дадарсис, Масиста (брат царя Ксеркса I), ахеменид Бесс (будущий царь Артаксеркс V).
Много ценной информации о ахеменидской Бактрии содержится в трудах древнегреческого географа Ктесия, долгие годы служившего врачом при дворе царя Артаксеркса II. В эпоху Ахеменидов в Бактрии возникло одно из первых греческих поселений — сюда были переселены с западных границ империи Бранхиды — жрецы храма Аполлона в Дидимах (близ Милета), перешедшие на сторону персидских захватчиков.

### В составе империи Александра Македонского
Сильная сатрапия, имевшая важное стратегическое значение, Бактрия во время походов Александра Македонского стала центром антимакедонского движения. Бесс, последний ахеменидский сатрап Бактрии, в 330 году до н. э. убив Дария III, провозгласил себе царем и принял тронное имя Артаксеркс V. Однако уже в течение 329—327 годах до н. э. Бактрия была завоевана македонскими войсками. Борьбу с греко-македонянами продолжили разрозненные племена Бактрии и Согдианы в ходе «Горной войны». Однако Александр, как новый владыка Азии, искал примирения с бактро-согдийскими вельможами, создавая надежный фундамент новой державы. Тогда же Александр вскоре женился на  Роксане (327 год до н. э.), дочери Оксиарта, одного из крупнейших согдийских вельмож.

В процессе присоединения Бактрии к новой империи, Александром было основано несколько военных поселений. Однако Бактрия, для жителей запада — македонян и греков, казалась глухой провинцией, тем более в сочетании с неудовлетворительными условиями существования, особенно не устраивавшими греков (которым Александр не разрешал вести привычный образ жизни, то есть вместо полисов новые «города» представляли собой военные поселения). Это привело к тому, что ещё при жизни Александра (327 год до н. э.) и сразу после его смерти (323 год до н. э.) колонисты восставали и изъявляли желание возвратиться на родину. Первый раз восстание закончилось усмирением колонистов — поводом к восстанию был ложный слух о смерти Александра. По свидетельству, содержащемуся в «Исторической библиотеке» Диодора Сицилийского, второе восстание кончилось убийством 20 000 греческих наёмников из новых поселений, собравшихся вместе и начавших движение на запад, домой. 

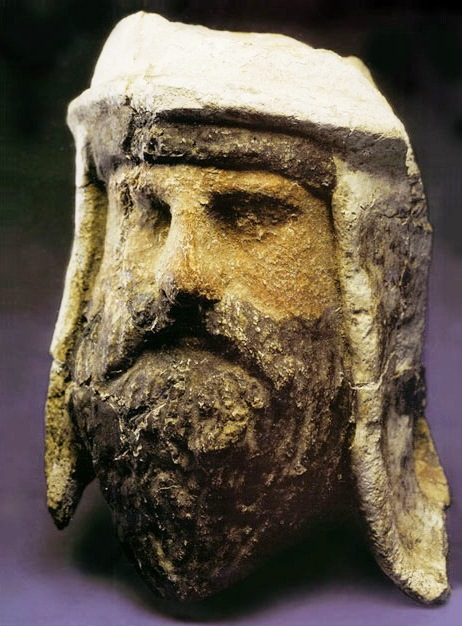
Окрашенная глиняная и алебастровая голова зороастрийского священника в головном уборе бактрийского стиля (Тахти-Сангин, III—II вв. до н. э.)

В административном отношении Бактрия сохранила статус сатрапии, во главе которой был поставлен Оксиарт, один из крупнейших вельмож и тесть Александра.

### Междуцарствие 323—305 годов до н. э.
Положение в этот период в Бактрии практически не известно. В то время как в западных областях империи Александра происходили многочисленные междоусобные войны, направленные на развал единого государства, в восточных сатрапиях продолжали управлять назначенные ещё Александром сатрапы, которых периодически меняли местами при каждом новом регенте, воцарявшимся на западе. Бактрией управлял киприот Стасанор, участвовавший в войне диадохов на стороне Эвмена.

### Под властью Селевкидов
После убийства законного наследника, сына Александра Македонского — Александра, и его матери — Роксаны в 309 году до н. э., а также «волны» царских провозглашений (306/305 год до н. э.) к 300 году до н. э. оформилась система новых эллинистических государств. Селевк I и его сын Антиох I создали империю Селевкидов и основали целый ряд греческих городов на востоке Ирана, и на некоторое время греческий язык стал основным языком империи.
Бактрия вошла в состав Селевкидского государства в 306 или 305 году до н. э. Парадоксально, но греческое влияние более ощущалось в удалённой Бактрии, нежели в гораздо более близких к Греции территориях. Причиной тому было большое количество ссыльных греков, которых персидские цари стремились выслать в самые отдалённые земли огромной империи.
Царство Селевкидов было самым большим из эллинистических государств. Его первоначальным ядром была Вавилония, которая досталась Селевку при распределении между диадохами наследства Александра Македонского. В последующие годы Селевк, который принимал самое активное участие в кровопролитных событиях конца IV — начала III веков, значительно расширил пределы своих владений.

### Греко-бактрийцы

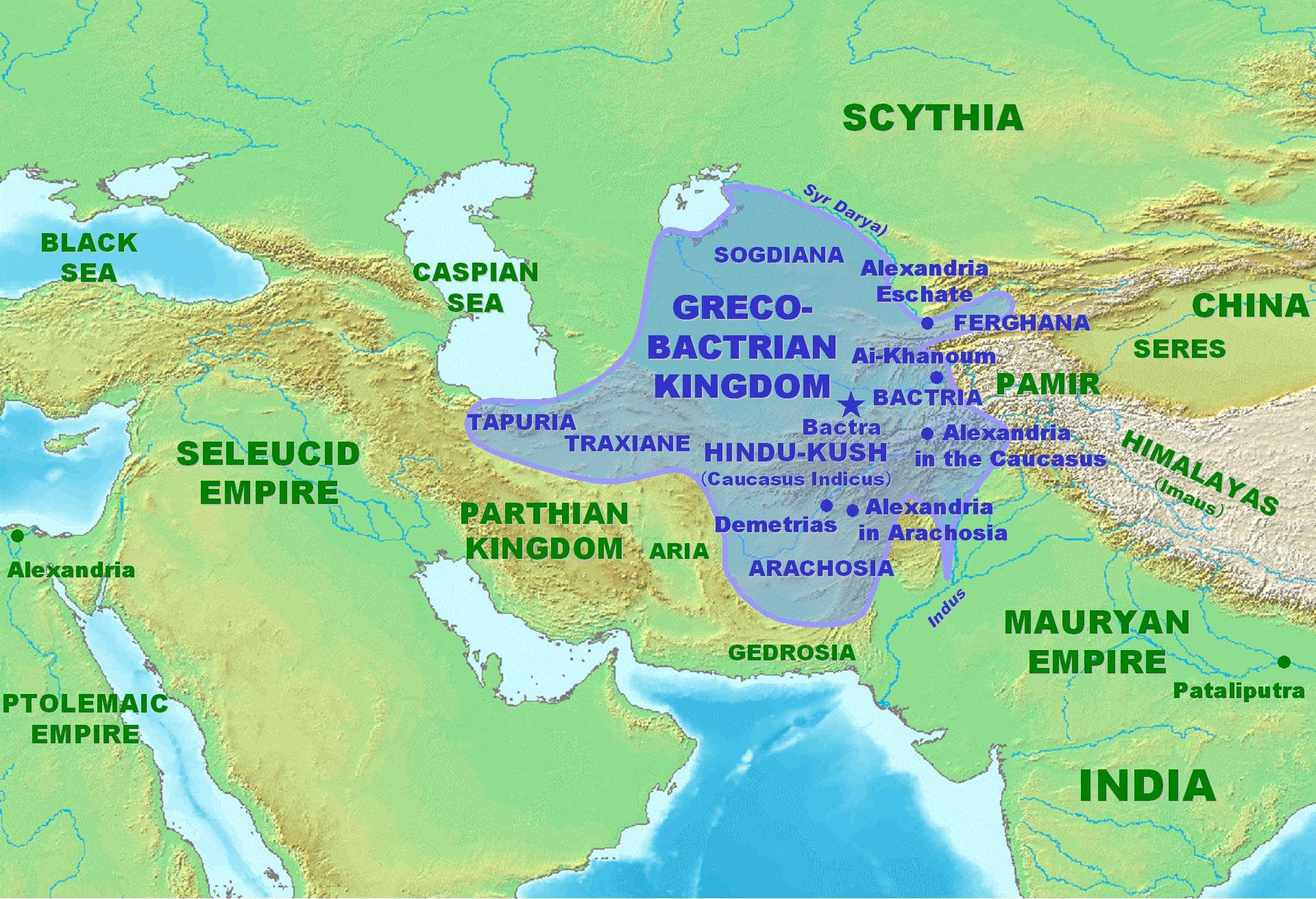
Греко-Бактрийское царство в период максимального расширения ок. 180 года до н. э.

Селевкиды столкнулись с рядом проблем, к тому же им постоянно приходилось отражать нападения Птолемея II. В конце концов они были вынуждены дать Диодоту, сатрапу Бактрии независимость (около 255 года до н. э.) и возможность захватить Согдиану. Диодот стал основателем Греко-Бактрийского царства. Он и его преемники сумели сохранить свою независимость, которая особо активно оспаривалась селевкидским правителем Антиохом III.
Успеху амбиций Диодота способствовала опора на местную иранскую аристократию и сирийские войны. Его сын Диодот II отстаивал независимость Бактрии за счёт пропарфянской позиции, которая, однако, вызвала недовольство греко-македонских военных кругов внутри Бактрии, в результате чего бактрийский наместник Согдианы Евтидем осуществил в 235 году до н. э. государственный переворот и стал царём. Тем временем, Антиох III, разбив парфян и принудив парфянского царя Артабана I признать себя зависимым от Селевкидов, в 208 году до н. э. нанёс поражение 10-тысячной коннице Евтидема и осадил столицу Бактрии. Осада длилась около двух лет. В 206 году до н. э. Евтидем заключил союз с Антиохом III. Однако Антиох III в конечном счёте был разбит римлянами в 190 году до н. э.
Греко-бактрийцы набирали мощь и сумели расширить свои владения и включили в них земли Индии:

«Часть Бактрии лежит вдоль пределов Арии к северу, большая же её часть находится над Арией и к востоку от неё. Там есть все за исключением масла. Те греки, что дали Бактрии свободу, стали так могучи на её плодородных землях, что владеть стали не одной лишь Арианой, но и Индией, как писал Аполлодор из Артемии: и больше племён подчинили они, чем Александр…»— Страбон, XI. xi. 1
Китайский географ отмечал, что жители Бактрии были непревзойдёнными переговорщиками и торговцами. В их столице располагался рынок, где можно было найти самые разнообразные товары с разных концов света.

### Индо-греки
Бактрийский царь Евтидем и его сын Деметрий пересекли Гиндукуш с целью завоевать восточный Иран и долину реки Инд, которую к тому времени контролирует индуистская династия Шунга. Воспользовавшись падением империи Маурьев и последовавшими за ним религиозными смутами между буддистами и индуистами, Деметрий в 180 году до н. э. в результате военного похода завоевал территории Арахозии и Пенджаба. На некоторое время греко-бактрийцы получили огромные земли, казалось, великая Греческая империя возродилась далеко на востоке. 

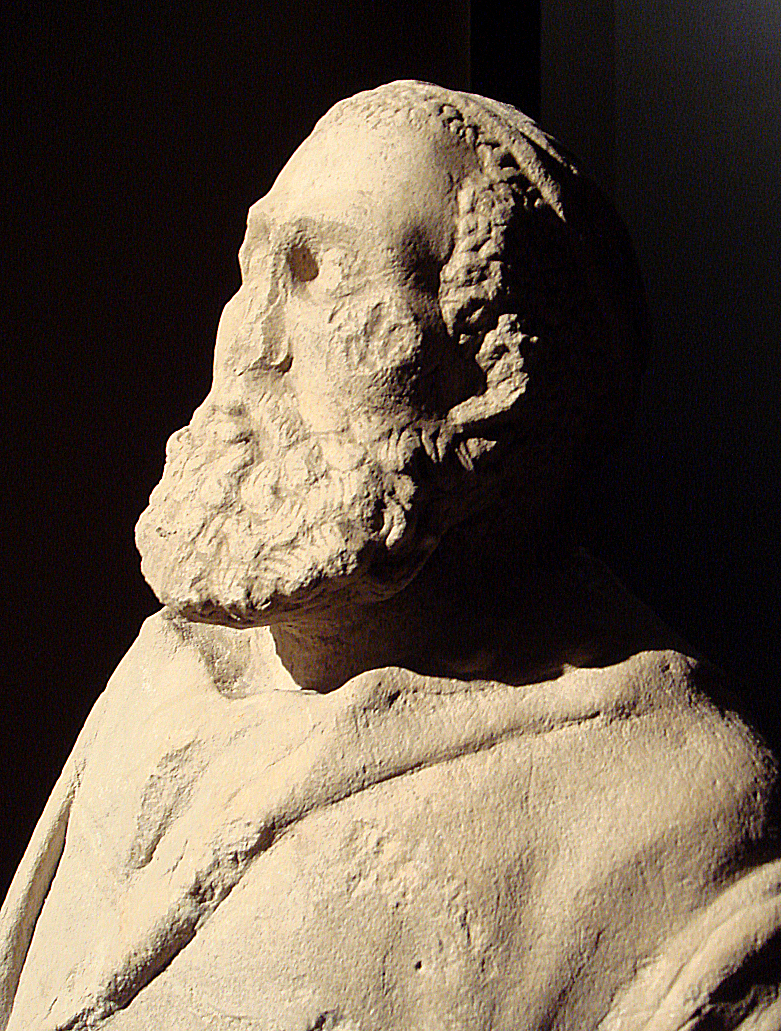
Статуя «философа» из Ай-Ханума

Однако эта империя быстро распалась, разрываемая внутренними раздорами и бесконечными посягательствами на трон. Когда Деметрий ушёл в самую глубь Индии, один из его полководцев, Евкратид, объявил себя царём Бактрии, основав тем самым третью династию бактрийских царей. Этот шаг повлёк за собой появление целой вереницы подобных самозваных царьков, и их борьбу друг против друга.
Большинство из таких царьков запечатлевали себя на монетах, которые в большом количестве находятся в Афганистане и Индии. Череда войн подрывала силу и авторитет греков в Бактрии. Преемники Деметрия и Евкратида отказались от чеканки монет по греческому образцу и создали новый стандарт, не заботясь о мнении греческого меньшинства. В Индии отторжение греческого шло ещё дальше. Индо-греческое царство в итоге отпало от Бактрии, а его царь Менандр I Индийский, великий царь-завоеватель, к примеру, обратился в буддизм (покровительство греко-бактрийских правителей буддизму привело к появлению причудливого явления греко-буддизма). Его преемники с трудом, но удерживали власть, но к 10 году н. э. в Индии не осталось греческих правителей.

### Конец Бактрии
Вскоре от Бактрии также отделилась Согдиана. Примерно в это же время парфянский царь Митридат I захватил Маргиану. Будучи слабым государством, греко-бактрийская империя была покорена различными завоевателями. Переселение саков было частью запущенного вытеснением Сюнну (хунну) около 175 года до н. э. перемещения кочевых народов; хунну вытеснили юэчжей, а те, в свою очередь, привели в движение скифский народ саков. Вынужденные покинуть бассейн реки Или, саки двинулись на Фергану, Согдиану и Бактрию. Город Ай-Ханум был сожжён дотла и уничтожен после 145 года до н. э. — и более уже не был восстановлен.
Саки последовали через Афганистан дальше на юг, положив начало Индо-скифскому царству и вскоре покончив с местными греческими династиями, в то время как собственно Бактрия была завоевана воинственными кочевниками тохарами (известными из китайских источников как юэчжи, а из индийских — как кушаны), и в конце концов перестала существовать. Царь Гелиокл покинул Бактрию и переместил свою столицу в долину Кабула, откуда он управлял индийскими владениями. Он считается последним греко-бактрийским царём, хотя возможно, что именно его наследники смогли продвинуться за Гиндукуш и владели западными землями Индо-греческого царства.
Тем не менее, удалённая от Греции, культура Бактрии все же продолжала носить на себе отпечаток греческих традиций. Смешение западных и восточных культурных традиций дало миру культуру Гандхары, пережившую империю на многие столетия. В самой Бактрии пришлые кочевники довольно быстро восприняли традиции оседлой культуры. В частности, об этом свидетельствуют гробницы представителей знати, открытые советскими и афганскими археологами под руководством Виктора Сарианиди в поселении Тилля-тепе в Северном Афганистане (см. также статью Бактрийское золото). Удельный правитель одной из групп юэчжи Куджула Кадфиз в начале I века н. э. основал новую Кушанскую империю, владения которой охватывали прежние территории Греко-Бактрийской державы.

### Связи с Китаем
В 126 году до н. э. Бактрию (называемую Да Ся в Китае) посетил китайский путешественник Чжан Цянь, отправленный императором У-ди для поиска союзников против юэчжей. В I веке до н. э. Сыма Цянь использовал его записи в «Ши-цзи» («Исторических записках»). В них описывается урбанистическое общество, насчитывающее до миллиона человек, окружающее свои города стенами и управляемое мелкими князьками. Да Ся описана как богатая страна с развитой торговлей. Столица город Ланьши (藍市, возможно Евкратидия), там торгуют всеми товарами. Оттуда путь лежит в Шэньду (身毒, Индия), там жарко и воюют на слонах.
Ко времени визита Чжан Цяня Да Ся уже не имела единого царя, а находилась под властью кочевых юэчжи, осевших на севере страны, за рекой Окс. Потому в его описании мы видим развитое некогда, но переживающее упадок ныне общество.
Поддержку Китайской империи нашли также индо-греческие цари бактрийского происхождения в последний период своего существования. Хроника поздней династии Хань описывает альянс между китайским генералом Вэнь Чуном, управляющим пограничной областью в западном Ганьсу по поводу Ки-пинь (Кабульской долины) с Инь Мофу (Гермей), «сыном короля Юн-Кюй» (йонака, грек) около 50 года до н. э. Объединённые войска атаковали Ки-пинь, который был под контролем индо-скифов, и Инь Мофу. Гермей был провозглашён царём Ки-пинь как вассал Ханьской империи, получив китайские атрибуты власти и печать. Позднее китайцы потеряли интерес к таким удалённым землям, и альянс распался.

## Бактрийские города и поселения
- Бактры (столица)
- Александрия Эсхата
- Александрия Кавказская
- Александрия в Арахозии
- Антиохия Заяксартская
- Деметрис
- Сиркап
- Ай-Ханум
- Тахти-Сангин
- Дальверзин-Тепе
- Тилля-тепе

Бактрийская одежда из Кафирнигана (Национальный музей Таджикистана)
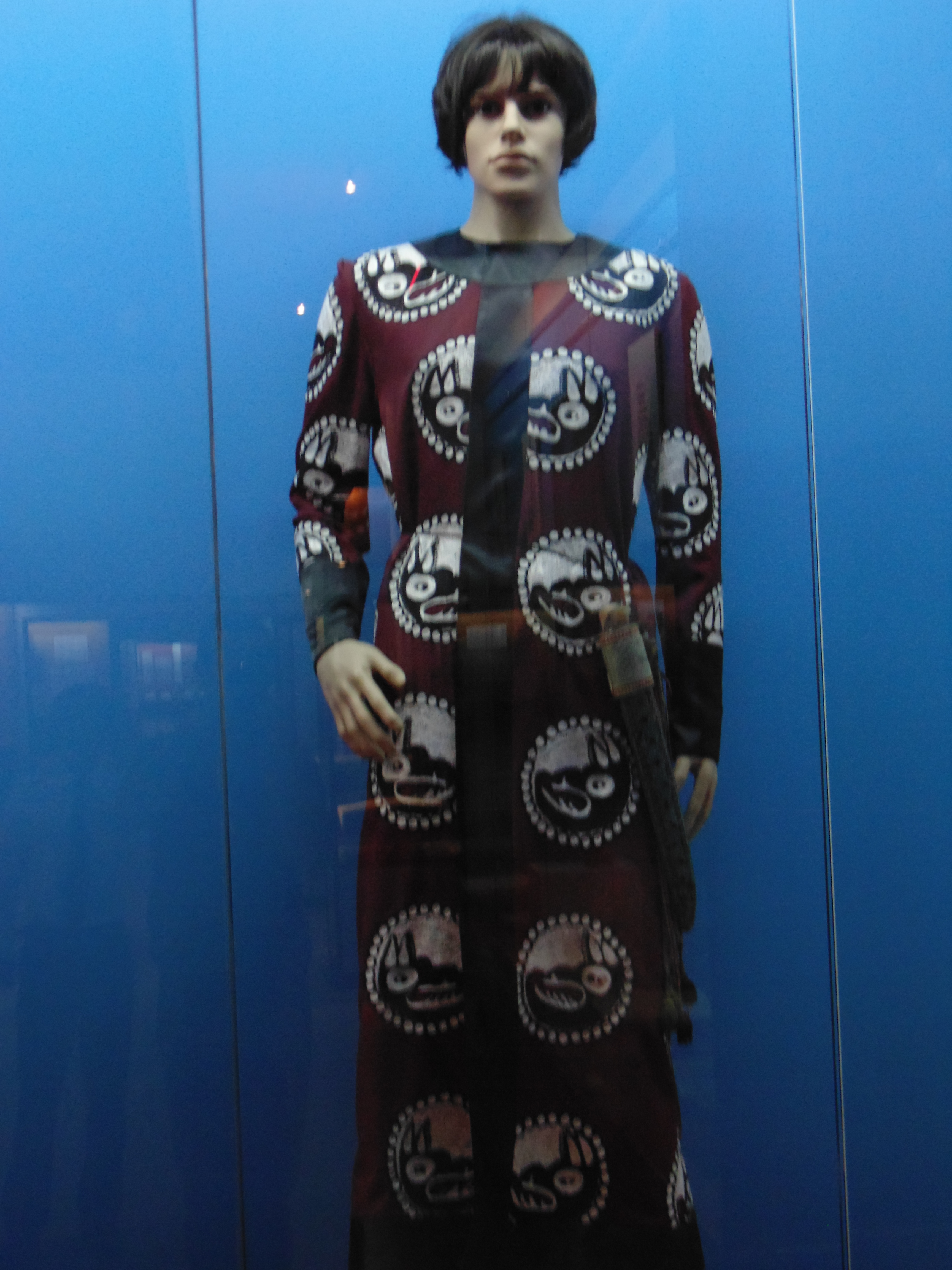
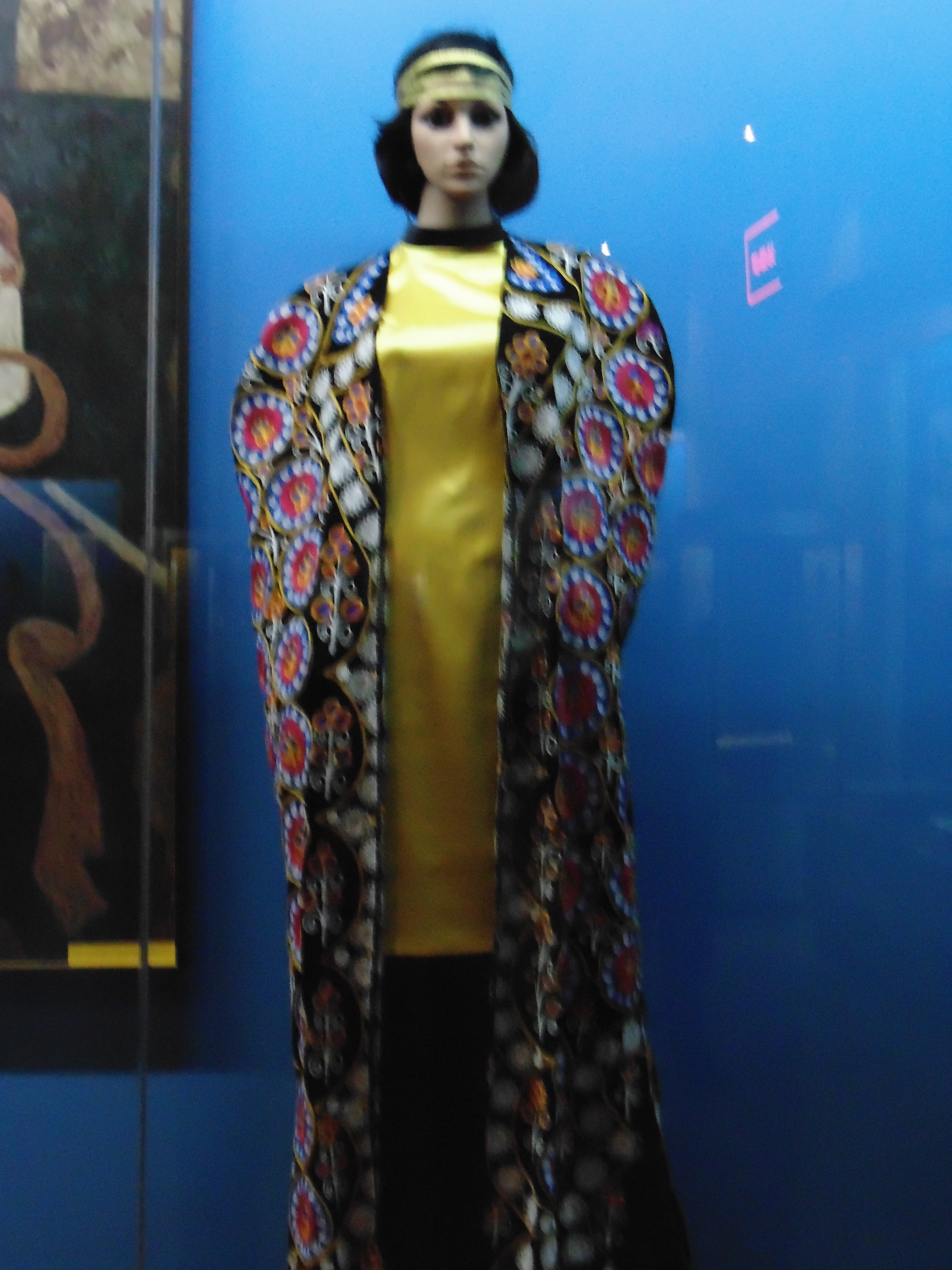
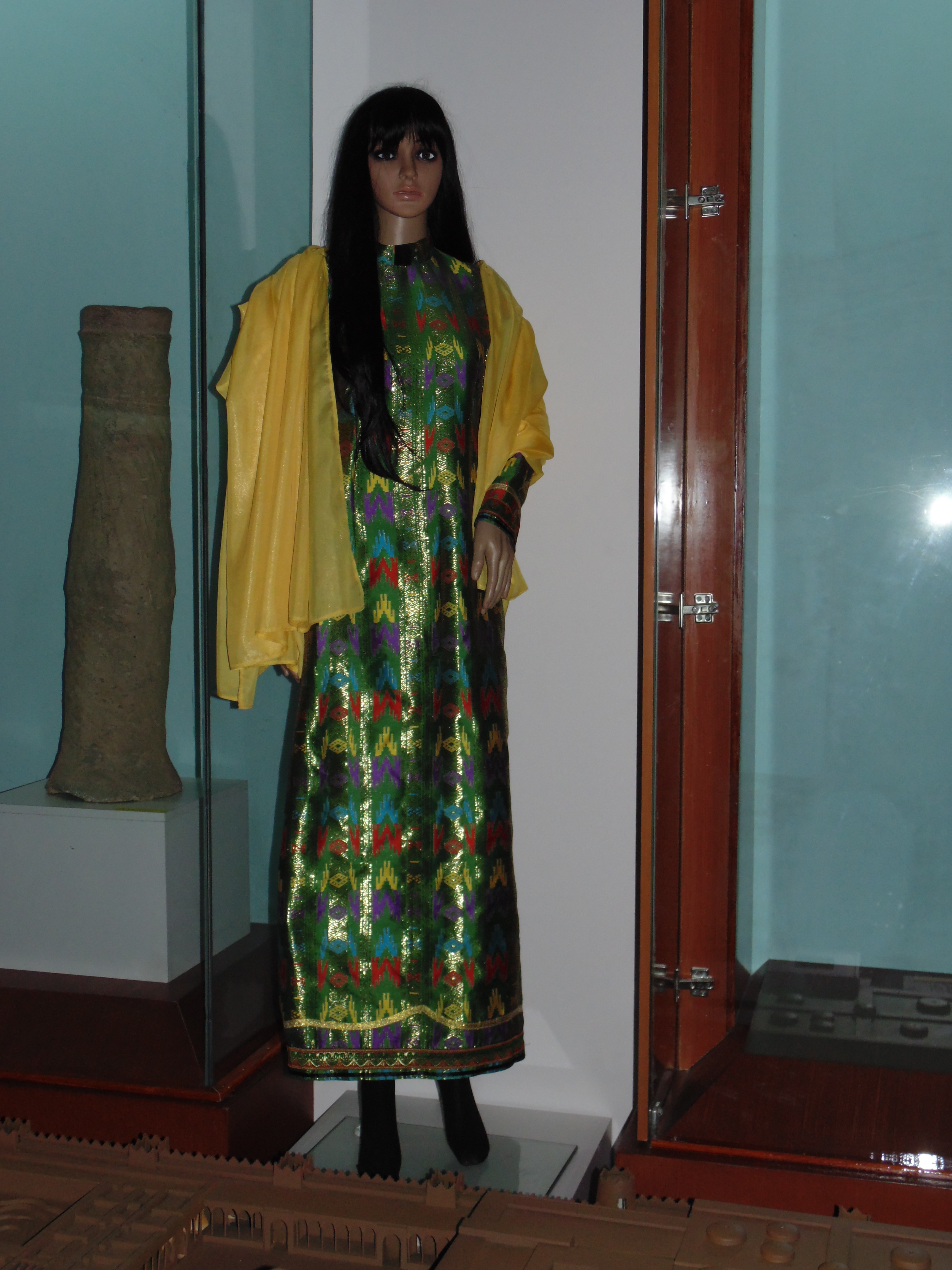
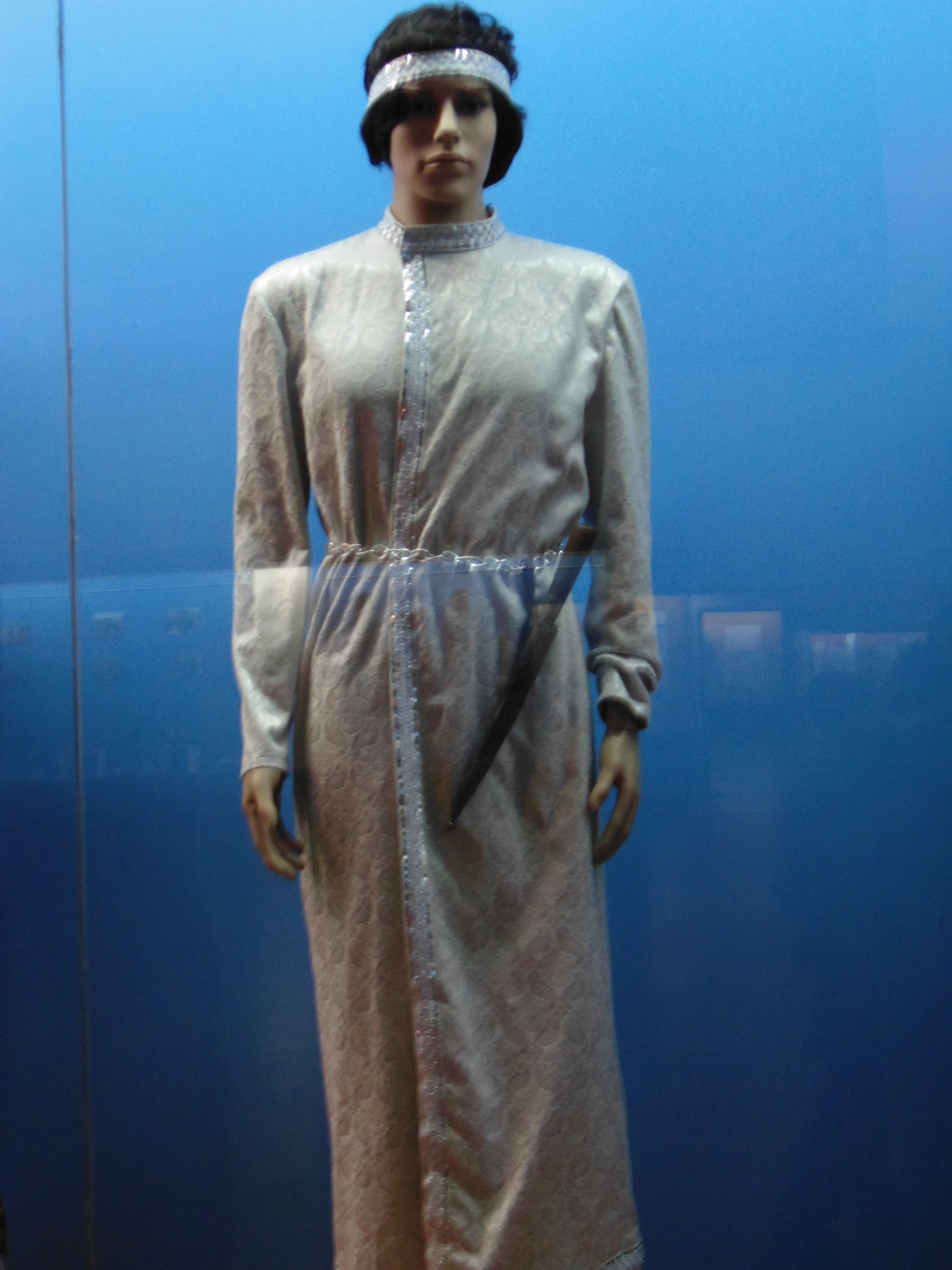

## Судьба топонима
С IV века нашей эры, название Бактрия, как и название народа исчезло из исторических хроник. Возник новый термин Тохаристан, который сохранился до наших дней в форме названия провинции Тахар в северном Афганистане.
От слова «Бактрия» получил своё название двугорбый верблюд — бактриан.
В конце XX века по имени Бактрии была названа область Бактрия на спутнике Юпитера Ио.
Административным центром Хатлонской области Республики Таджикистан является город Бохтар (в прошлом Курган-Тюбе), названный так в честь исторической области Бактрии.

## Правители

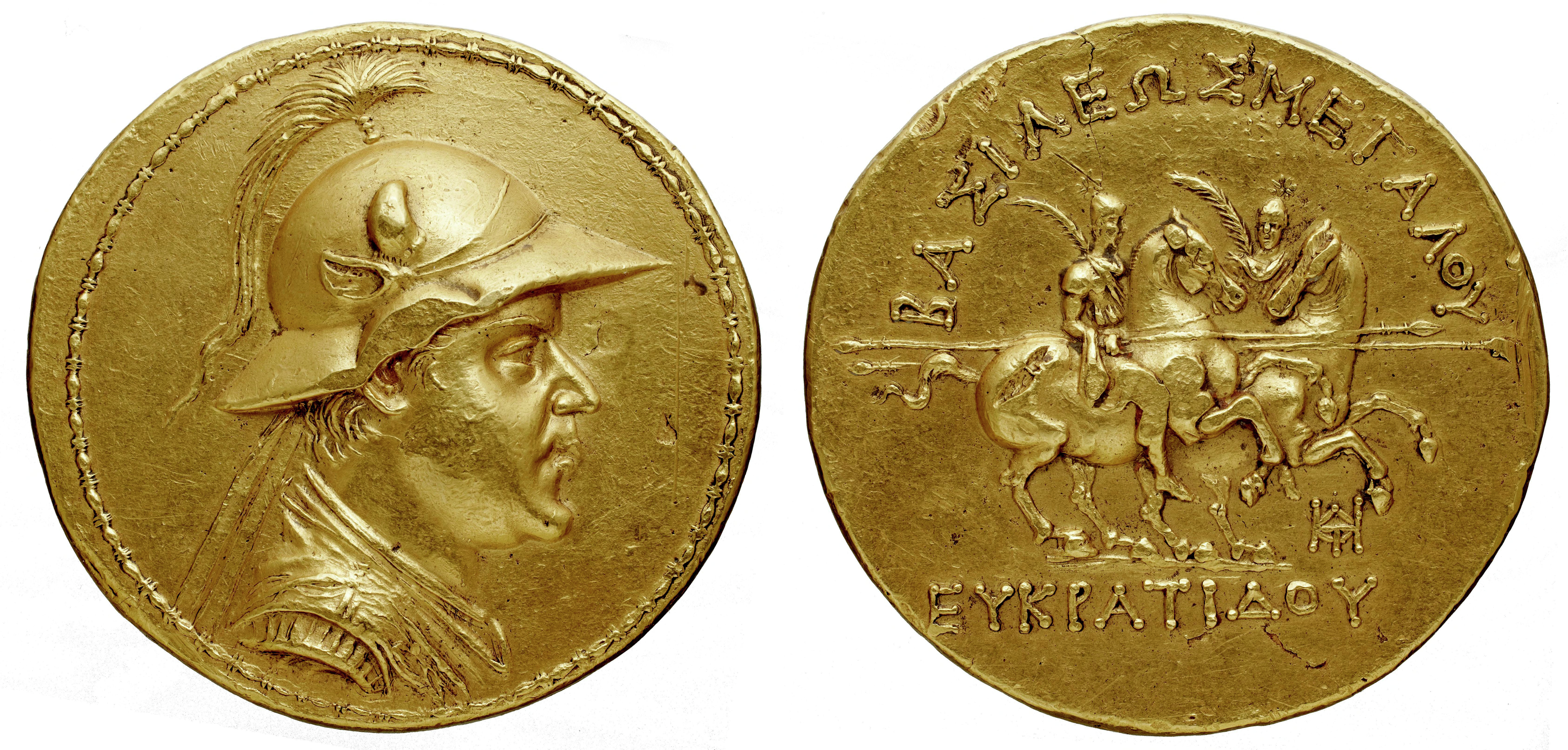
Золотой статер греко-бактрийского царя Евкратида — самая большая золотая монета античности (диаметр 58 мм, вес 169 грамм)

Бактрия со столицей Бактры (ныне Балх).
- Артабаз (330—328 до н. э.).
- Клит Чёрный (328 до н. э.).
- Аминта (328—325 до н. э.).
- Филипп (325—321 до н. э.).
- Стасанор (321—312 до н. э.).
- 312 до н. э. — завоевание Селевка[17].

Греко-бактрийское царство (256 — 55 до н. э.)
Кушанское государство Дася в Бактрии (ок. 150 — 50 до н. э.)
- Герай (ок. 100 до н. э.).
- ок. 50 до н. э. — китайское завоевание.